# Lillhärdal
Lillhärdal is een dorp in het midden van Zweden in de gemeente Härjedalen in het gelijknamige landschap en de provincie Jämtlands län.
Lillhärdal heeft 365 inwoners (2005) en een oppervlakte van 115 hectare. De eerste bewoning dateert uit de 9e eeuw. Het oudste kerkje aldaar dateert uit de Middeleeuwen, maar kreeg pas in 1770 zijn definitieve vorm. Vlak daarvoor in de 17e eeuw kwam nog heksenvervolging voor in dit dorp.
In de jaren 50 van de 20e eeuw leefde de omgeving op; er heerste goudkoorts, maar dat was snel weer over.
Lillhärdal ligt in een groot nauwelijks bewoond gebied ten zuiden van Sveg. Er loopt een provinciale weg door het dorp, maar deze heeft zelfs geen officieel nummer gekregen; verkeer is er nauwelijks. Voor bijna alle diensten moet men naar Sveg (30 km) of Särna (70 km). Net als andere dorpen uit de omgeving moet men het voornamelijk hebben van zomer- en wintertoerisme. Daarbij is de weg langs het Orrmosjön zuidwaarts naar Ulvsjön aan te raden voor natuurliefhebbers. Een redelijke verharde weg zonder al te veel verkeer.
Er is een camping in de plaats te vinden. In de maand juli is er een meeting van Amerikaanse auto's. Meestal twee weken voor de grote meeting in Rättvik.